# 潇水
潇水，古称“营水”，为湘水主要一级支流。潇湘八景之一的瀟湘夜雨位於該河流。
潇水发源于湖南省蓝山县野狗嶺南麓，沿途流经蓝山、江华瑶族自治县、江永县、道县、双牌县与零陵区，于永州萍岛汇入湘江，全长354公里。流域面积12,099平方公里。主要水利设施有涔天河水库、双牌水库。各个河段的名称如下：
- 深水，蓝山县境内25公里段称深水；
- 大桥河，码市以上河段称大桥河；
- 东河，码市至水口镇段称冯河；
- 东河，水口镇至沱江镇段称东河；
- 沱江，沱江镇至道江镇段称沱江；
- 道江镇以下始称潇水；但青口至双牌段又称泷河。

## 主要支流
- 牟江
- 淹水
- 横江河
- 单江
- 麻江
- 上梧江

26°12′15″N 111°38′28″E / 26.204175°N 111.641026°E